# Lürzer von Zechenthal (Adelsgeschlecht)

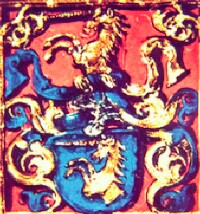
Bürgerliches Wappen der Lürzer von 1506 (Wappenbrief)

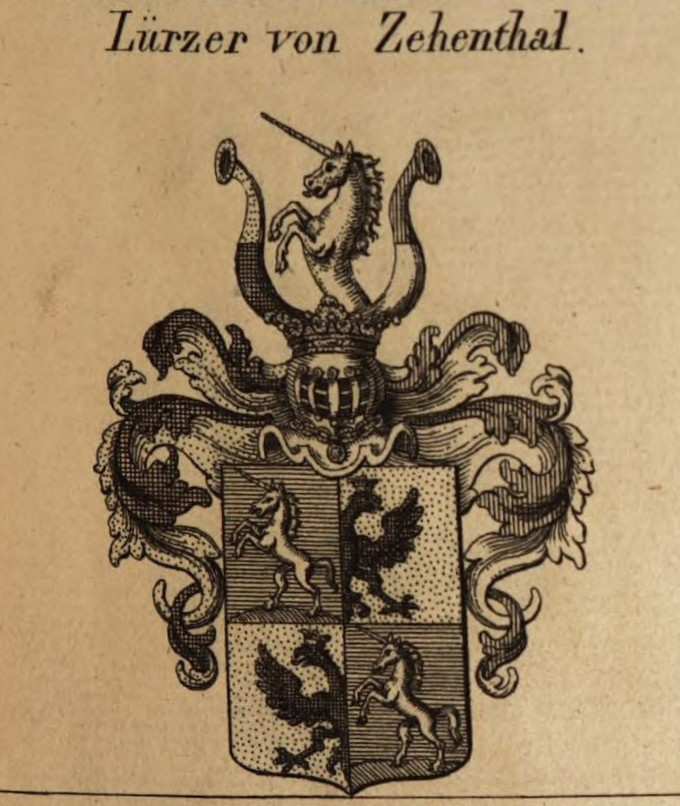
Wappen der Lürzer von Zechenthal von 1671 (Conrad Tyroff)

Die Lürzer von Zechenthal (auch Luerzer von Zechenthall, Lürzer von Zechenthall, Lürzer von Zechendthal) sind ein Salzburger Adelsgeschlecht. Die Familie ist auf das in Radstadt beheimatete Bauerngeschlecht Lürzer (auch Lierzer, Lirzer, Lürtzer) zurückzuführen. Zwei Mitglieder dieser Familie erhielten 1506 einen bürgerlichen Wappenbrief. Eine Nachkommenlinie wurde für die als Beamte erworbenen Dienste 1671 in den Reichsadelsstand erhoben. Ein Zweig der Familie erhielt 1813 ein königlich bayerisches Adelsdiplom. Die bereits 1757 in den kurbayerischen Freiherrenstand erhobene Linie ist erloschen. Zahlreiche Lürzer von Zechenthal waren als Beamte im Bergbau tätig.

## Geschichte
Am 9. Dezember 1506 erhielten Hans Lürzer, Pfarrer in Hofgastein, und sein Bruder Wolfgang Lürzer, Bauer aus Radstadt, vom römisch-deutschen König Maximilian I. die Erlaubnis ein bürgerliches Wappen zu führen. Der Wappenbrief ist im Salzburger Museum überliefert. 
Dem Hochfürstlich salzburgischem Hofkammerrat und Pflegsverweser zu Hüttenstein Balthasar Lürzer, wurde von Kaiser Leopold I. am 1. Juli 1671 der rittermäßige Reichsadel mit dem Prädikat „von Zechenthal“ verliehen. In diesem Zusammenhang wurde auch das Familienwappen vermehrt. Die Nobilitierung wurde am 4. August 1695 im Fürsterzbistum Salzburg ausgeschrieben.
Am 8. Juli 1757 wurde Johann Marian Lürzer von Zechenthal, Hochfürstlich salzburgischer geheimer Hofkriegsrat und Landschaftskanzler durch den Kurfürsten Maximilian III. Joseph in den bayerischen Freiherrenstand erhoben. Er war schon am 23. Januar 1757 durch fürsterzbischöfliches Dekret in die Salzburger Landstände aufgenommen worden. Er starb, ohne Nachkommen zu hinterlassen.
Am 22. Januar 1813 wurden Judas Thaddäus Cajetan Johann Nepomuk Lürzer von Zechenthal, ehemaliger Fürsterzbischoflich salzburgischer Oberbergverweser in Gastein, sein Neffe Michael Johann Baptist Franz Judas Thaddäus Lürzer von Zechenthal, Königlich bayerischer Salinenkassier in Hallein, und dessen Geschwister von König Maximilian I. Joseph in die Adelsmatrikel des Königreichs Bayern eingetragen.

## Wappen

### 1506
Der Wappenschild enthält auf blauem Grund ein oberhalbes goldenes Einhorn. Auf dem blau-golden bewulsteten Helm mit blau-goldenen Decken ein wachsendes goldenes Einhorn.

### 1671
Der geviertete Schild enthält in den in Blau gehaltenen Feldern 1 und 4 ein silbernes Einhorn auf grünem Berg und in den Feldern 2 und 3 einen aus der Spaltungslinie hervorwachsenden schwarzen, goldgekrönter Adler auf goldenem Grund. Auf dem gekrönten Helm wächst zwischen rechts Gold über Schwarz und links von Rot über Silber geteilten Hörnern ein goldener Löwe. Die Decken sind rechts schwarz-golden und links rot-silbern gehalten.

### 1757
Der Schild wurde weitgehend aus dem Wappen von 1671 übernommen. Ledigliche die grünen Berge fehlen in den Feldern 1 und 4. Oberhalb des Feldes 1 befindet sich ein gekrönter Helm mit wachsendem goldenem Löwen, der mit der linken Pranke ein nach unten gerichtetes Schwert hält. Die Decken des Helms sind schwarz-goldenen. Oberhalb des Feldes 2 findet sich das Kleinod des Wappens von 1671. Die Helmdecken sind in rot-silber gehalten.

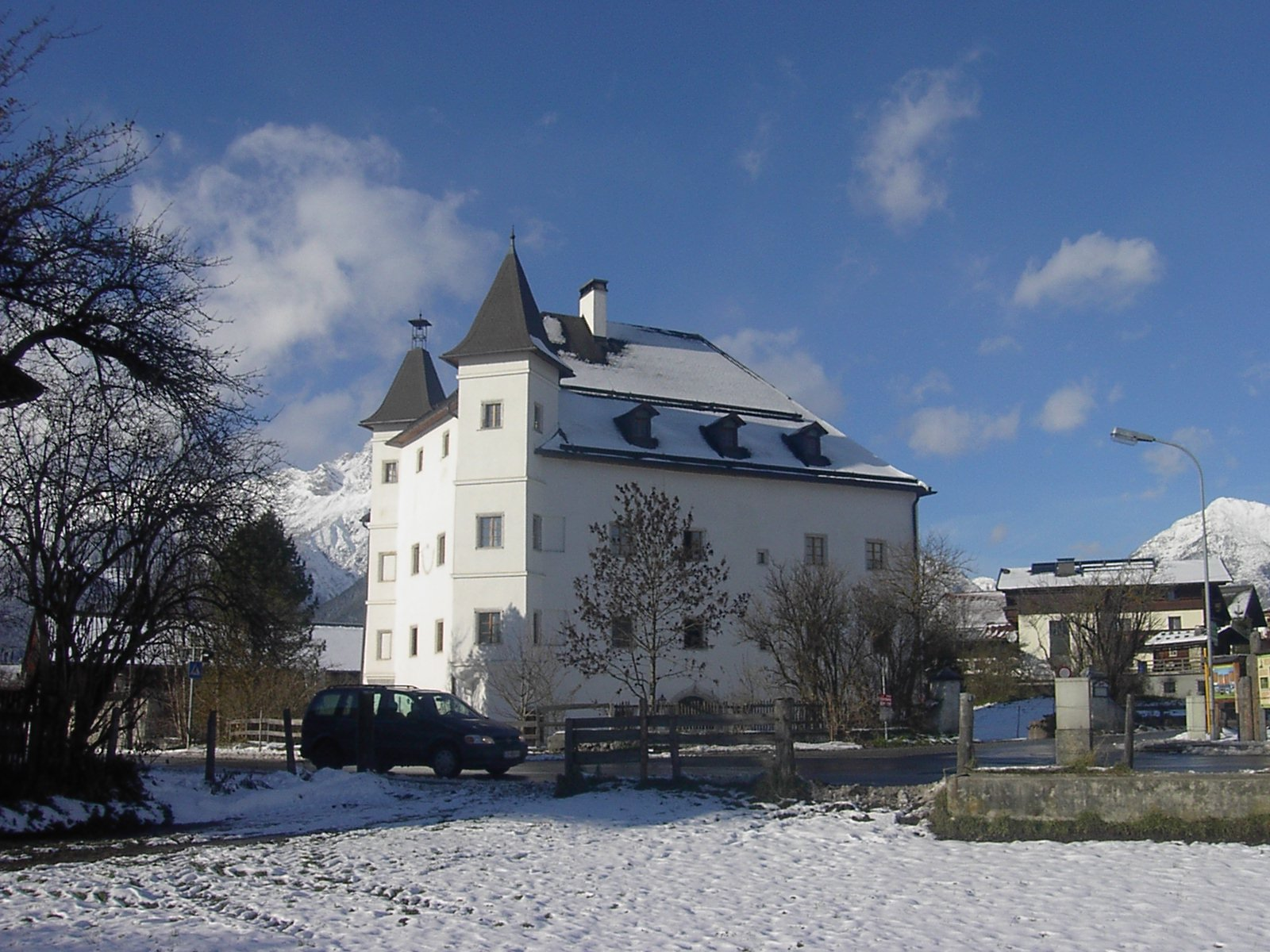
Schloss Dorfheim in Saalfelden, bis 1860 im Eigentum der Jüngeren Linie der Familie

## Namensträger
- Balthasar Lürzer von Zechenthal († 1707), Hochfürstlich salzburgischem Hofkammerrat und Pflegsverweser zu Hüttenstein.[2]

- Anselm Lürzer von Zechenthal (Ordensname), eigentlich Paris Balthasar Lürzer von Zechenthal (1661–1718), Abt des Benediktinerstifts Admont[6]
- Friedrich Ignaz Lürzer von Zechenthal (1680–1768), Pfleger zu Mittersill und Mitglied der Salzburger Landstände, Inhaber des adeligen Ansitz Dorfheim in Saalfelden
- Johann Marian Lürzer von Zechenthal (1704–1762), Hochfürstlich salzburgischer geheimer Hofkriegsrat und Landschaftskanzler[2]

### Ältere Linie
- Judas Thaddäus Anselm Lürzer von Zechenthal (1715–1792), Hochfürstlich salzburgischer Hofkammerrat und Berghauptmann, Mitglied der Salzburger Landstände, Begründer der Älteren Linie der Familie[2][7]
- Michael Johann Baptist Franz Judas Thaddäus Lürzer von Zechenthal (1768–1830), Königlich bayerischer Salinenkassier in Hallein, später kaiserlich und königlich österreich-ungarischer Bergrat und stellvertretender Salinendirektor in Hall[4][8][2]
- Franz Josef Anselm Lürzer von Zechenthal (1796–1870), Berginspektor in Agordo[2]

### Jüngere Linie
- Judas Thaddäus Cajetan Johann Nepomuk Lürzer von Zechenthal (1739–1822), Oberbergverweser der Gold- und Silberbergwerke in Rauris, Gastein und Hirzbach, Inhaber des adeligen Ansitz Dorfheim, Begründer der Jüngeren Linie der Familie[2]